# Príncipe de Bassano
Príncipe de Bassano es un título nobiliario con tratamiento de Alteza Serenísima. Fue otorgado por el Papa Inocencio X en 1644 a favor de Andrea Giustiniani, quien había sido II Marqués de bassano sucediendo a Vincenzo Giustiniani. 
En 1826 se extingue la línea romana de la familia Giustiniani, siendo adquirido el feudo de Bassano por Manuel Godoy. Al cual el Papa le concede en 1829 el título principesco junto con la ciudadanía Romana.
La denominación del título hace referencia al feudo de Bassano di Sutri, situado entre Roma y Viterbo, que Godoy adquirió durante su exilio romano. En 1964 el municipio de Bassano di Sutri cambió su denominación por la actual de Bassano Romano.
Con este título, Godoy pudo olvidar su antiguo título de I príncipe de la Paz que Carlos IV le había concedido en 1795, y que Fernando VII le expropió en 1808, junto con el resto de sus títulos y bienes.

## Príncipes de Bassano
|                               | Titular                             | Periodo                  |
| Creación por Inocencio X      | Creación por Inocencio X            | Creación por Inocencio X |
| ----------------------------- | ----------------------------------- | ------------------------ |
| I                             | Andrea Giustiniani                  | 1644–1676                |
| II                            | Carlo Benedetto Giustiniani         | 1676–1679                |
| III                           | Vincenzo Giustiniani                | 1679-1754                |
| IV                            | Gerolamo Vincenzo Giustiniani       | 1754-1757                |
| V                             | Benedetto Giustiniani               | 1757-1793                |
| VI                            | Andrea Vincenzo Giustiniani         | 1793-1826                |
| Segunda creación por Pio VIII |                                     |                          |
| I                             | Manuel Godoy                        | 1829-1851                |
| II                            | Manuel Luis de Godoy y Tudó         | 1869-1871                |
| III                           | Manuel Carlos Luis de Godoy y Crowe | 1871-1896                |

## Historia de los príncipes de Bassano

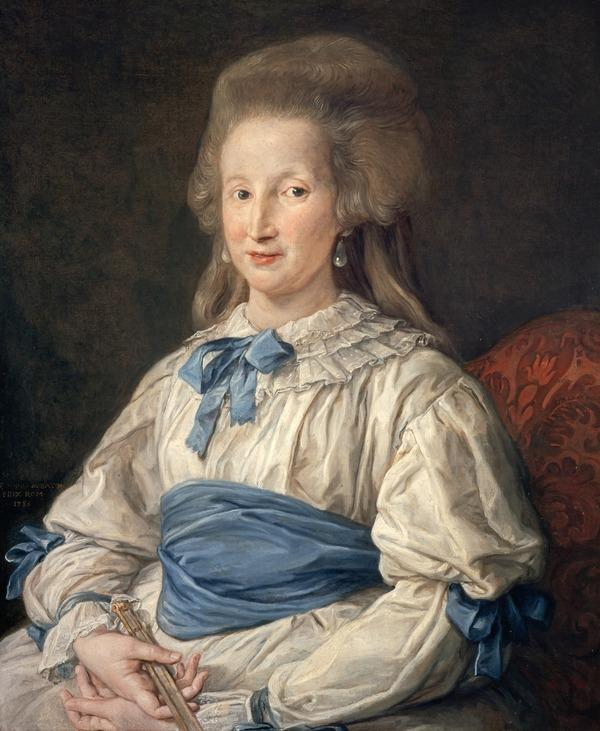
Princesa Cecilia Mahony Giustiniani (1741 - 1789) por Pompeo Batoni. National Galleries of Scotland.

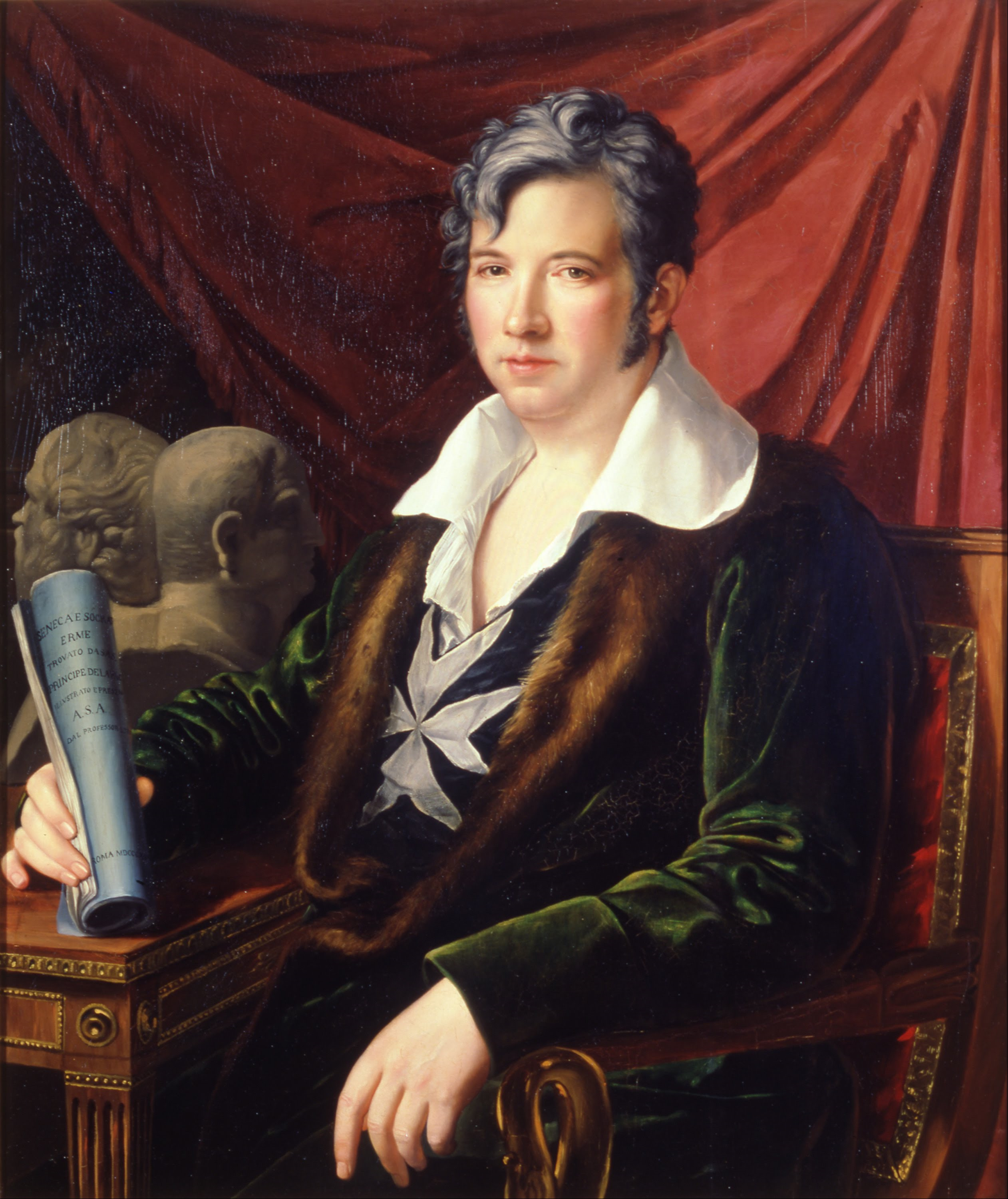
Retrato de Manuel Godoy, VII príncipe de Bassano, por José de Madrazo. Real Academia de bellas artes de San Fernando.

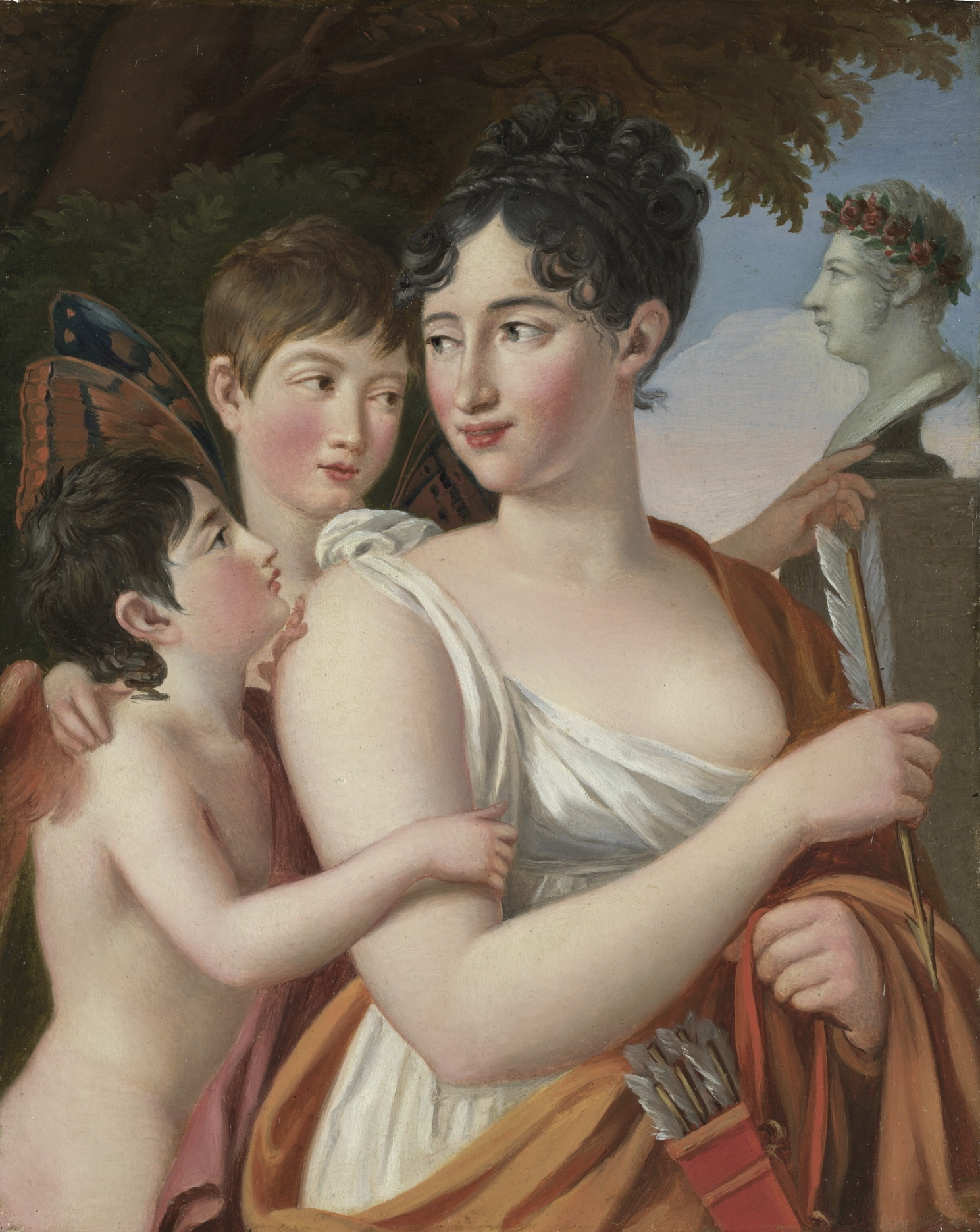
Princesa Josefa Tudó, I Condesa de Castillo Fiel, con sus hijos Manuel y Luis Godoy, junto a un busto de Manuel Godoy. José de Madrazo.

I Príncipe: Andrea Giustiniani (1605 - 1676), I príncipe di Bassano, marqués de Monte Billi. Casó Anna Maria Flaminia Pamphili, hija de Pamphilio Pamphili (hermano del Papa Inocencio X) y de su mujer, Olimpia Maidalchini. Le sucedió el hijo de ambos:
II Príncipe: Carlo Benedetto Giustiniani (1649 - 1679), II príncipe di Bassano, marqués de Monte Billi. Casó con Caterina Gonzaga de los condes de Novellara. Le sucedió el hijo de ambos:
III Príncipe: Vincenzo Giustiniani (1673 - 1754), III príncipe di Bassano, marqués de Monte Billi. Casó con Costanza Boncompagni-Ludovisi. Le sucedió el hijo de ambos:
IV Príncipe: Girolamo Vincenzo Giustiniani (1714 - 1757), IV príncipe di Bassano, marqués de Monte Billi. Casó con Anna Maria Angelica Ruspoli, hija de Francesco Ruspoli (I príncipe de Cerveteri) y de su mujer Isabella Cesi. Le sucedió el hijo de ambos:
V Príncipe: Benedetto Giustiniani (1735 - 1793), V príncipe di Bassano, marqués de Monte Billi. Casó con Cecilia Carlotta Mahony. Le sucedió su hijo:
VI Príncipe: Vincenzo Giustiniani (1762 - 1826), VI príncipe di Bassano, marqués de Monte Billi, VI conde de Newburgh. Casó con Nicoletta Grillo de los duques de Mondragone. Sin sucesión masculina el título romano de Bassano se extinguió. Siendo sucedido en los títulos escoceses por su hija Cecilia Giustiniani (1796–1877), duquesa de Mondragone y condesa de Carinola, VII condesa de Newburgh, vizcondesa de Kynnaird y baronesa Livingston. Casó con Carlo Bandini, IV marqués de Lanciano y de Rustano. Tuvieron descendientes en la rama Giustiniani Bandini. 
En 1829 vendieron el feudo de Bassano a Manuel Godoy.
VII Príncipe: Manuel Godoy y Álvarez de Faria, Príncipe de la Paz, I duque de la Alcudia, I duque de Sueca y I barón de Mascalbó. Casó en segundas nupcias con su amante Josefa Tudó y Catalán (1779-1869), I condesa de Castillo Fiel. Sucedió el hijo de ambos:
VIII Príncipe: Manuel Luis de Godoy y Tudó (1805-1871), VIII príncipe de Bassano, II conde de Castillo Fiel. Caballero de la Orden militar de Santiago (1867), bailío gran cruz de la de San Juan de Jerusalén y comendador de las de Cristo (romana) y Avís (portuguesa). Nació en Madrid el 29 de marzo de 1805 y finó en la misma villa el 24 de agosto de 1871. Casó en París el 15 de noviembre de 1827 con María Carolina Crowe y O’Donovan, dama de honor de la emperatriz Eugenia de Montijo, nacida en Londres en 1807 y finada en París el 4 de diciembre de 1878, hija de sir Lawrence Crowe y de Lucinda O’Donovan O’Neill, naturales de Dublín. Le sucedió su hijo:
IX Príncipe: Manuel Carlos Luis de Godoy y Crowe (1828-1896), IX príncipe de Bassano, III conde de Castillo Fiel.Casó con María del Pilar de Sola y Fuentes, y en segundas nupcias con Rosina Stolz. Murió sin descendencia, quedando el título extinto.
Los demás títulos de Godoy fueron sucedidos por su hija Carlota Luisa de Godoy y Borbón, fruto del primer matrimonio de Manuel Godoy con María Teresa de Borbón y Vallabriga, XV condesa de Chinchón.

## Árbol genealógico

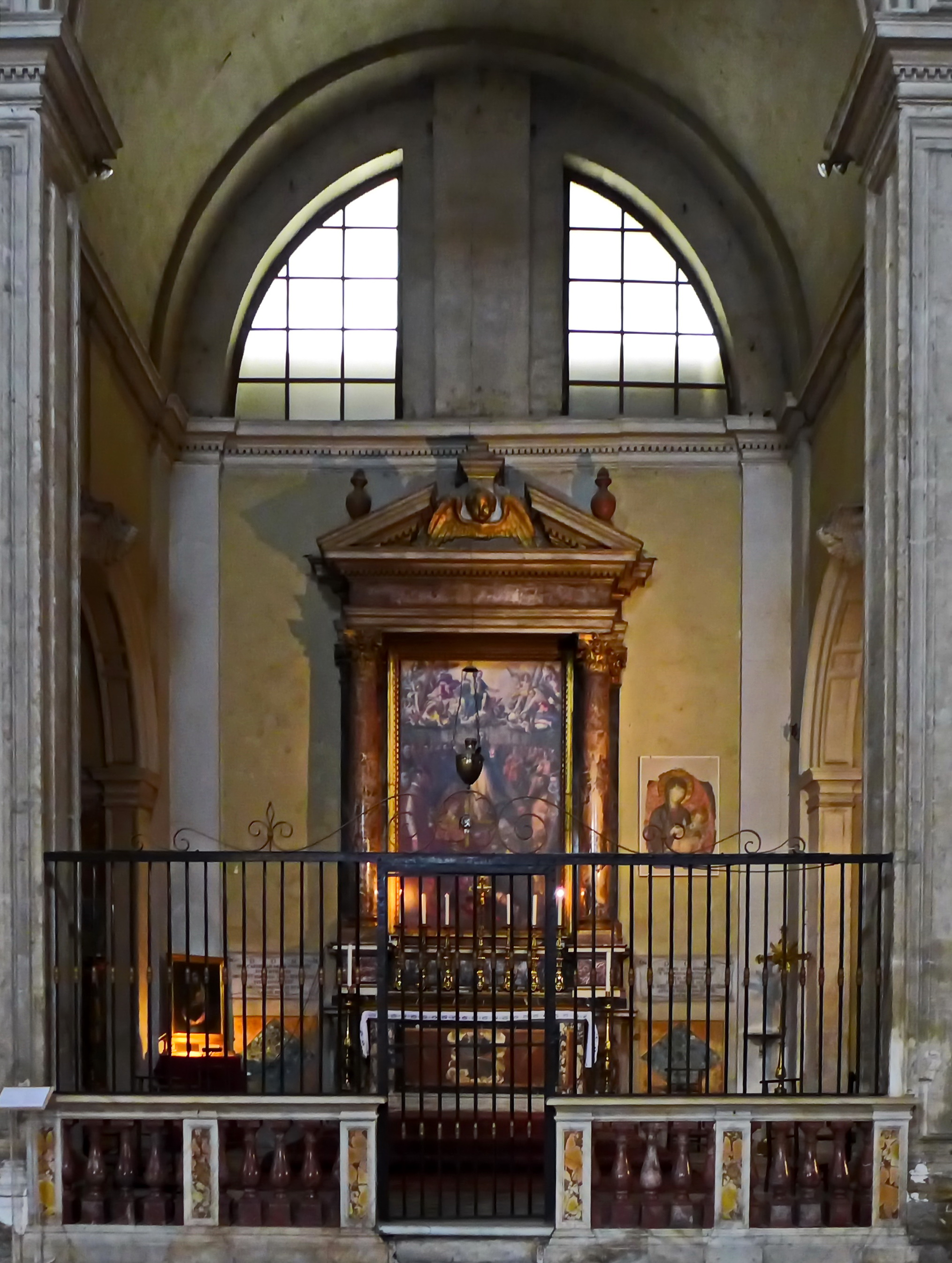
Capilla de los príncipes Giustiniani en Santa Maria sopra Minerva (Roma).

### Familia Giustiniani y descendientes
| Andrea Giustiniani, i príncipe de Bassano (1605 - 1676)                                                |  |  |  |  |  |  |  |
| |  |  |  |  |  |  |  |
| Carlo Benedetto Giustiniani, ii príncipe de Bassano (1649 - 1679)                                      |  |  |  |  |  |  |  |
| |  |  |  |  |  |  |  |
| Vincenzo Giustiniani, iii príncipe de Bassano (1673 - 1754)                                            |  |  |  |  |  |  |  |
| |  |  |  |  |  |  |  |
| Girolamo Vincenzo Giustiniani, iv príncipe de Bassano (1714 - 1757)                                    |  |  |  |  |  |  |  |
| |  |  |  |  |  |  |  |
| Benedetto Giustiniani, v príncipe de Bassano (1735 - 1793)                                             |  |  |  |  |  |  |  |
| |  |  |  |  |  |  |  |
| Vincenzo Giustiniani, vi príncipe de Bassano Con descendencia en los Giustiniani Bandini (1762 - 1826) |  |  |  |  |  |  |  |

### Casa de Godoy y descendientes
| Manuel de Godoy y Álvarez de Faria vii príncipe de Bassano, Príncipe de la Paz, i duque de la Alcudia y de Sueca (1767-1851) |  |  |  |  |  |  |  |
| |  |  |  |  |  |  |  |
| Manuel Luis de Godoy y Tudó viii príncipe de Bassano, ii conde de Castillo Fiel (1805-1871)                                  |  |  |  |  |  |  |  |
| |  |  |  |  |  |  |  |
| Manuel Carlos Luis de Godoy y Crowe ix príncipe de Bassano, iii conde de Castillo Fiel Sin descendencia (1828-1896)          |  |  |  |  |  |  |  |